# Tatort: Tod auf der Walz
Tod auf der Walz ist ein Fernsehfilm aus der Krimireihe Tatort. Der vom Bayerischen Rundfunk produzierte Beitrag wurde am 6. November 2005 im Ersten Programm der ARD erstgesendet. In ihrem 41. Fall bekommen es die Kommissare Batic, Leitmayr und Menzinger mit dem Mord an zwei Handwerksburschen zu tun, die sich auf der Walz befanden. Sie müssen in ein Umfeld eintauchen, das ihnen fremd ist und sich mit Riten und einer Sprache auseinandersetzen, die nicht die ihre ist.

## Handlung
Der Handwerksgeselle Mario Leitgeb wird von Mutter und Onkel verabschiedet. Er begibt sich zusammen mit seinem älteren Freund Gerry Neuner auf die Walz. Sie finden Arbeit bei dem Bauunternehmer Pirner, den Gerry für einen Leuteschinder hält, weshalb er im Gegensatz zu Mario nur kurz bleibt. Bei Herbergsvater Koidl soll der junge Mann dann in die Gemeinschaft der „Tippelnden Brüder Hoffnungsschacht“ aufgenommen werden. Vadder Koidl übergibt Mario einen Brief von Franziska Brandl, in die Mario heimlich verliebt ist. Auch Franzi, wie sie genannt wird, ist auf der Walz. Sie gehört den „Freireisenden“ an. Als sie kurz darauf eintrifft, ist Marios Freude nur von kurzer Dauer, denn sie umarmt nicht ihn heftig, sondern seinen Freund Gerry, der ebenfalls beim Koidl ist. Auf der anschließenden Wiedersehensfeier fällt es Mario schwer, seine Eifersucht nicht zu zeigen.
Am nächsten Morgen werden die Kriminalhauptkommissare Batic und Leitmayr mit ihrem Kollegen Oberkommissar Menzinger zur Großhesseloher Brücke gerufen, an der ein Toter aufgefunden worden ist. Schnell ist klar, dass man ihn erst nach seinem Tod dorthin gebracht und hinuntergeworfen hat. Es handelt sich um Mario Leitgeb. Ein Genickbruch, hervorgerufen durch Schlageinwirkung, ist ursächlich für seinen Tod. Außerdem weist er eine heftige Bisswunde auf. Die Kommissare befragen Vadder Koidl, der angibt, dass er die Feier gegen 15.00 Uhr verlassen habe und dass, als er gegen 22.00 Uhr zurückgekommen sei, niemand mehr dagewesen sei. Die Obduktion ergibt, dass die Sturzverletzungen erst zwei Stunden nach Marios Tod hinzukamen und die Bisswunde von einem eher kleinen Hund stammen müsse.
Im Gespräch mit Anny Leitgeb, Marios Mutter, erfahren die Kommissare, dass ihr Sohn schon lange in die Franzi verliebt gewesen sei und dass er immer alles so schwer genommen habe. Von Marios Onkel erfahren sie, dass Pirner einen kleinen Hund hat, einen Terrier, den er wie seinen Augapfel hüte und der überall dabei sei. Für weitere Auskünfte empfiehlt er den Beamten, in die Gaststätte zur „Alten Post“ zu gehen. Dort wird gerade über Franzi Brandl geredet und dass sie genau wie schon ihre Mutter das „Fluchzeichen“ trage. Es sei auf die Franzi übergegangen. Ihre Mutter sei über alle Berge, ihr kleiner Bruder ertrunken und ihr Vater habe sich zu Tode gesoffen. Die Kommissare hören auch, wie sie über den Herbert Ziemer, einen Gewichtheber, mit dem die Franzi verheiratet war, sprechen und was sie aus ihm gemacht habe. Sie schreiben der jungen Frau einen dämonischen Einfluss zu. Als die Kommissare die Wirtin darauf ansprechen, meint diese nur, wie hinterwäldlerisch hier doch manche seien.
Inzwischen hat der Bauunternehmer Pirner eine Auseinandersetzung mit dem Koidl, der Saukerl habe ihm seine 11.000 Euro geklaut, die wolle er wiederhaben. Als Koidl ein Messer zückt, sucht er doch lieber das Weite. Koidl übergibt Batic und Leitmayr nicht nur ein selbst verfasstes Wörterbuch über Ausdrücke der Tippelbrüder, sondern auch die Adresse der von ihm an Franzi und Gerry vermittelten Arbeitsstelle. Ein Gespräch mit beiden ergibt nichts, was die Ermittlungen wirklich voranbringt. Gerry prangert Pirner als argen Leuteschinder an und außerdem beschäftige er illegal Polen. Der Bauunternehmer beerdigt zur selben Zeit seinen kleinen Hund und gibt ihm das Versprechen, dass man seinen Mörder auch bald eingraben werde und auch das verschwundene Geld werde er finden, da lasse er nicht locker.
Auf der Baustelle erfahren Batic und Leitmayr von den Polen, dass sie die Leiche Marios haben verschwinden lassen. Der junge Mann sei da aber schon tot gewesen. Sie wollten die Leiche von der Baustelle weg haben, weil sie Ärger wegen illegaler Beschäftigung vermeiden wollten. Als die Kommissare Pirner nach seinem Hund fragen, meint er, er habe ihn vor zwei Wochen einschläfern lassen müssen, weil er so krank gewesen sei. Leitmayr beschließt, sich als Freund der Familie Leitgeb auszugeben, um besser an Informationen zu kommen. Altgeselle Popp, Koidl, Franzi und Gerry werden eingeweiht. Bei Vadder Koidl steht das große Fest für die Tippelbrüder an. Da werden alle sein und man hofft, herauszubekommen, warum Mario sterben musste. Während des Festes unterhalten sich Franzi und Leitmayr angeregt, als Heinzi und Beppo nahen, die noch nichts von Marios Tod wissen, wie Gerry dem Kommissar zuraunt. Altgeselle Popp hält eine Einstandsrede und bezeichnet Koidl als besten Herbergsvater weit und breit. Dann ernennen die Tippelbrüder Koidl zu ihrem Ehrenmitglied. Heinz und Beppo erzählen, dass Pirner bei ihnen aufgetaucht sei und nach Mario gefragt habe. Sie hätten gesagt, er sei weitergezogen. Es sei fraglich, ob Pirner das geglaubt habe. Kurz nach diesem Gespräch attackieren sie Pirner und verwüsten dessen Büro und das Grab seines Hundes. Als Pirner das verwüstete Grab seines Hundes entdeckt, kommen ihm die Tränen, sein Hund Bazi war das einzige, was er liebte.
Inzwischen hat man herausgefunden, was mit dem kleinen Hund wirklich geschehen ist. Mario hat ihn vom Dach der Baustelle geworfen, weil der Hund die Aktentasche seines Herrchens mit dem Geld verteidigte und zubiss. Pirner, der ein starkes Motiv hat, wird festgenommen. Dann jedoch alarmiert ein weiterer Mord die Kommissare. Mit fünf Messerstichen ist Gerry getötet worden. Neben seiner Leiche liegt Franzis Messer. Erst hat man Gerry betäubt und dann erstochen. Ganz hinten in seinem Schrank werden 11.000 Euro gefunden. Franzi ist verschwunden. Über einen Anruf erfahren Batic und Leitmayr, wo die junge Frau sich gerade aufhält und folgen ihr. Sie sei friedlich neben Gerry eingeschlafen, als sie in der Frühe erwacht sei, habe Gerry tot neben ihr gelegen und daneben ihr Messer. Dann erzählt Franzi, dass sie seinerzeit den Fluch benutzte, nur einmal, weil sie gedacht habe, vielleicht sei ja wirklich etwas dran und es scheint funktioniert zu haben. Sie habe ihren geschiedenen Mann verwünscht, habe sich gewünscht, dass er stirbt und tatsächlich sei er dann auch im Fluss ertrunken. Sie sei immer noch froh darüber, ihr erster Gedanke jeden Morgen sei, Gott sei Dank, er lebt nimmer. Als die Kommissare sie auf den „Geist“ ansprechen, den sie vorhin zu sehen glaubte, bricht sie erneut zusammen. Ihr Mann sei tot, schluchzt sie, und trotzdem gehe es immer weiter und höre nicht auf. Von Menzinger erfährt Batic, dass Ziemers Leiche nie gefunden worden ist. Franzi erzählt Leitmayr, dass sie gestern Nacht die Glocke läuten gehört habe, Gerry sei aufgestanden und nicht wiedergekommen. Dann sei jemand auf sie zugekommen, das nächste, was sie dann wisse, sei, dass sie Gerry gesehen habe und alles sei voller Blut gewesen.
Weitere Ermittlungen bringen die Kommissare auf die Spur des Bierfahrers Charly Rapp, er ist Ziemer! Als sie ihn festnehmen wollen, erzählt er, dass er durchs Fenster gesehen habe, wie Franzi einen Mann erstochen habe. Es gelingt ihm, einem Beamten die Waffe zu entreißen. Seine letzten Worten, bevor er sich in den Mund schießt, sind: „Richten sie der Franzi aus, dass ich sie liebe.“ Franzi glaubt immer noch daran, dass sie mit einem Fluch belegt ist und anderen dadurch schaden könne. Koidl redet mit der jungen Frau und erzählt ihr, dass sein Sohn tot sei. Eine tragische Geschichte. Er sei mit der Mutter nicht verheiratet gewesen. Er habe es wieder gutmachen wollen, aber da habe sein Sohn nicht mehr gewollt. Eines Nachts habe sein Sohn ihn dann angerufen und um Hilfe gebeten. Er habe ihm dann geholfen, den Mario wegzuschaffen. Er zeigt ihr Bilder, wie sein Sohn, der Bertl, sein konnte, wenn sie nicht im Spiel gewesen sei. Es ist Ziemer! Koidl setzt der jungen Frau arg zu. Er hat ihr etwas in den Tee getan. Leitmayr erkennt bei der Identifizierung der Leiche, dass Ziemers Zehen wie die von Koidl aussehen. Koidl hat die bewusstlose Franzi inzwischen in ein Boot gelegt, das er auf den See hinaustreiben lässt. Die Beamten komme gerade noch dazu, bevor das Boot nicht mehr zu sehen ist. Leitmayr holt Franzi, die inzwischen wieder zu sich gekommen ist, heraus.
Franzi will weiter auf die Walz – sie will nach Frankreich, endlich kann sie, wie sie sagt, ohne Gummischnur laufen, aber ganz langsam, Schritt für Schritt. Leitmayr hat etwas für die Füße und etwas für die Kunst für sie. Als er und Franzi sich zum Abschied umarmen, meint er: „Gelegentlich krieg ich einmal Nachricht von dir, ja?“

## Produktion
Die Dreharbeiten für diese Tatort-Folge, die die Arbeitstitel Geschlossene Gesellschaft sowie Tödliche Walz trug, begannen am 4. April und dauerten bis zum 6. Mai 2005. Gedreht wurde in München und Umgebung, so in Münsing, Gilching, den Eglinger Ortsteilen Sachsenhausen und Ergertshausen  sowie in der Pupplinger Au. Als Produktionsfirma fungierte die Avista Film München GmbH. Die Ausstattung der Darsteller mit Zunftbekleidung erfolgte durch Fritz Höhne Bielefeld.

## Rezeption

### Einschaltquoten
Die Erstausstrahlung von Tod auf der Walz am 6. November 2005 wurde in Deutschland von 8,92 Millionen Zuschauern gesehen und erreichte einen Marktanteil von 24,1 % für Das Erste.

### Kritiken
„Traumschöne Kameragemälde (Philipp Timme) und eine geheimnisumwitterte Lisa Maria Potthoff als Franzi machen diesen Film sehenswert.“

„Die Handwerksleute, die hier präsentiert werden, scheinen nicht nur vom hintersten Hinterland, sondern nicht einmal von dieser Welt zu kommen. Das gilt vor allem für die Walzschwester Franzi, einen empfindsamen Charakter voller naiver Weltfremdheit.“

TV Spielfilm nannte den Tatort einen „herausragenden TV-Krimi“ und vergab für Humor und Anspruch jeweils einen von drei Punkten, für Spannung zwei, erhob den Daumen nach oben und urteilte:

„Um den Mord aufzuklären, tauchen Hauptkommissar Leitmayr (Udo Wachtveitl) und Kollege Batic (Miroslav Nemec) in die Welt der „tippelnden“ Gesellen und „Schächte“ ein. [Fazit:] Klasse gespielt, mit Witz und Wendungen.“

Rainer Tittelbach von tittelbach.tv meinte, das sei ein ‚Tatort‘, „in dem man nicht viel verstehe, dem man aber dennoch gern folge in die traditionelle Welt der Handwerksgesellen.“ […] Des Weiteren bescheinigte Tittelbach dem Regisseur, dass es ihm wieder einmal gelungen sei, „dem sonntäglichen Mörderspiel-Ritual mit reichlich Lokalkolorit auf die Sprünge zu helfen und so aus Tod auf der Walz einen ‚Tatort‘-Heimatfilm zu machen, den der Zuschauer nicht so schnell vergessen [werde].“ Weiter urteilt der Filmkritiker wie folgt:

„Auch der Zuschauer braucht seine Zeit, um mit diesem überaus stimmig geschriebenen und inszenierten Tatort warm zu werden. Immer wieder tun sich Barrieren im Verständnis auf. Da ist der fremde Sprachcode, da sind die merkwürdigen Sitten und Gebräuche. Aber auch bei der Mundart aus dem hintersten Flecken Bayerns gibt es für Nichtsüddeutsche nur wenig zu verstehen. Das passt aber zunehmend besser ins Bild eines schön schrägen Krimis, der bei aller Atmosphäre durchaus eine gewisse Spannung über die 90 Minuten beibehält.“